# اوژن ایزایی

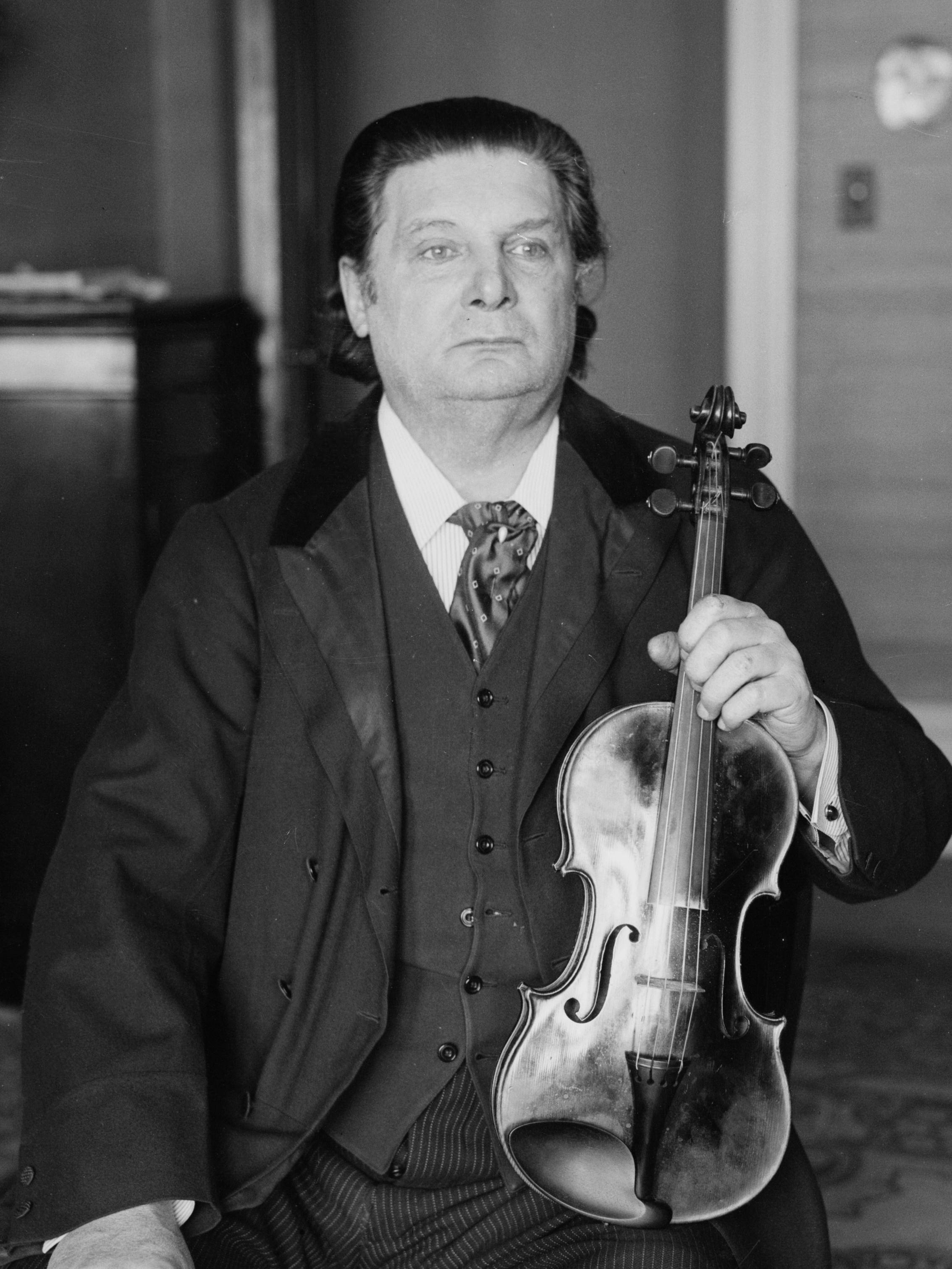
اوژن ایزایی

اوژن ایزایی (به فرانسوی: Eugène Ysaÿe) نوازنده ویلن، آهنگساز و رهبر ارکستر بلژیکی بود.

## زندگی‌نامه
در ۱۶ ژوئیهٔ ۱۸۵۸ در لیژ زاده شد و در ۱۲ مهٔ ۱۹۳۱ در بروکسل از دنیا رفت. تئو ایزایی (۱۸۶۵–۱۹۱۸)، برادر وی، آهنگساز و پیانیست بود. اوژن ایزایی به نام پادشاه ویولن شهرت دارد. اگرچه در خانواده‌ای روستایی به دنیا آمدند، اما نسل‌اندرنسل ساز می‌زدند.
اوژن ایزایی از پنج‌سالگی نواختن ویولن را نزد پدر آموخت. در هفت‌سالگی به کنسرواتوار شهر لیژ راه یافت و در آنجا زیر نظر ژوزف ماسارت تحصیل کرد، اگرچه خیلی زود از او خواسته شد به دلیل عدم پیشرفتش کنسرواتوار را ترک کند. علت این بود که اوژن ایزاییِ جوان برای تأمین مخارج خانواده مجبور بود به صورت تمام‌وقت در دو ارکستر محلی نوازندگی کند که یکی از آنها به وسیلهٔ پدرش رهبری می‌شد. پس از اخراج از کنسرواتوار، همچنان به نوازندگی در ارکسترها و گروه‌ها ادامه داد و در عین حال خود به مطالعه و تمرین فراوان می‌پرداخت.
در سن دوازده سالگی آنچنان ویولون را خوب می‌نواخت که وقتی در حال تمرین در زیر زمین بود، هنری ویوتام هنگام عبور از خیابان از شنیدن صدای ویولون اش بسیار تحت تأثیر قرار گرفت. وی ترتیبی داد تا ایزایی را بار دیگر در کنسرواتوار بپذیرند و این بار زیر نظر دستیار ویوتام، هنریک وینیاوسکی آموزش دید و بعدها از شاگردان خود ویوتام شد. آنان به عنوان استاد و شاگرد بسیار به یکدیگر علاقه‌مند بودند. ویوتام در اواخر عمرش از ایزایی می‌خواست تا نزد او برود و برایش ساز بزند.
تحصیل در محضر چنین اساتیدی بدین معنا بود که ایزایی جزء معلمین مدرسه بلژیکی-فرانسوی ویلن بود که به زمان مدرن شدن آرشه ویلن توسط فرانسیس تورت می‌رسد. بدین ترتیب تکنیکهای آموزش در این مدرسه بسیار بالا بود: آرشه‌های بلند بدون هیچگونه تکان و لرزش، تکنیکهای دست چپ و کشیدن آرشه با استفاده از تمام ساعد در حالی که مچ و بازو هر دو بی حرکت می‌ماندند. این تکنیک بر خلاف روش تکنیک مکتب آلمانی جوزف یواخیم که از مچ برای کشیدن آرشه استفاده می‌شود یا منطق لئوپاد آئور مبنی بر استفاده از تمام قسمت دست (مچ، ساعد و بازو) می‌باشد.
پس از پایان تحصیلاتش در کنسرواتوار لیژ، ایزایی به عنوان ویولنیست اصلی ارکستر بنجامین بیلس و کمی پس از آن، فیلارمونیک برلین منصوب شد. بسیار از موسیقیدانان برای اجرای این فیلارمونیک، به خصوص نوازندگی ایزایی در کنسرتهای آنان شرکت می‌کردند. چهره‌هایی همچون: جوزف یوآخیم (آهنگساز و نوازنده ویلن مجار)، فرانتس لیست (آهنگساز و پیانیست مجار)، کلارا شومان و آنتون روبینشتن (آهنگساز و پیانیست روس) شخصی که از ایزایی خواست تا فیلارمونیک را ترک کند و همراه او به سفرهایش بپیوندد.
زمانی که ایزایی بیست و هفت ساله بود به عنوان سولیست به ارکستر سمفونی کلونه پاریس معرفی شد که مقدمه‌ای بر موفقیتهای وی به عنوان هنرمند کنسرت بود. سال بعد ایزایی استادی کنسرواتوار بروکسل را بدست آورد. این مقدمه‌ای بر آغاز وی به عنوان مدرس بود. در میان هنرجویان ویلنیست مشهورش می‌توان به ژوزف گینگولد، ویلیام پریمورس، ناتان میلشتین، لوئیز پرسینگر، آلبرتو پاچمن، متیو کرک بوم، جانی هیکنس، جاشوآ برودسکی و آلدو فرارسی نام برد. با وجود عدم سلامتی و شرایط نامناسب دستانش بهترین اجراهای خود را به روی صحنه برد و بسیار از هنرمندان برجسته آثار خود را به وی تقدیم کردند از جمله کلود دبوسی، کامیل سن سانس، سزار فرانک و ارنست شاسون.

## برخی از آثار
- ۶ سونات ویلن پیشکش شده به ۶ نوازنده ویلن
- آواز زمستان برای ویلن و ارکستر
- «تبعید» برای ارکستر زهی بدون سازهای بم
- فانتزی برای ویلن و ارکستر
- سونات برای ویلنسل تنها

## شنیدن آثار
- deezer
- youtube